# Runhällen
Runhällen är en ort i Heby kommun i Uppsala län (Uppland). Samhället ligger cirka 12 kilometer norr om Heby och ett par kilometer sydost om Enåkers kyrkby. Orten hade 217 invånare år 2010. Runhällen var tidigare stationssamhälle och järnvägsknut, men har idag inga större arbetsgivare. Orten förlorade sin status som tätort 2015 på grund av att folkmängden minskat till under 200 invånare. Istället avgränsades här en småort.
Ortnamnet Runhällen kommer av ett torp Stora Runhällen i Västerlövsta socken som har sitt namn efter en närbelägen runsten (intill riksväg 56).
Runstenen, som är från slutet av 1000-talet, har följande inristning: "Ärnlöd lät hugga stenen efter ..., sin... Livsten."

## Historia
Den första järnvägen som drogs via Runhällen var Sala-Gysinge-Gävle Järnväg (SGGJ). Banan sträckte sig mellan Sala och Hagaström med 99 km, men tågen fortsatte till Gävle. Järnvägen var i stort sett färdigbyggd 1900, men invigdes officiellt året därpå, den 29 juni 1901. I Runhällen anlades bangård, två lastbryggor samt en 30 tons vagnvåg. SGGJ var dock en järnväg bland många som drogs med dålig ekonomi och 1937 förstatligades den. 
Enköping-Heby-Runhällens Järnväg (EHRJ) var den andra järnvägen som anslöts till stationen i Runhällen. Järnvägen invigdes 5 januari 1906 och sträckte sig från Stockholm-Västerås-Bergslagens Järnvägars (SWB) station i Enköping via Heby upp till Runhällen, där man också hade ett lokstall med plats för två lok. Bara två år senare, 1908, köptes EHRJ dock upp av SWB som i sin tur förstatligades 1944. Under Statens Järnvägars förvaltning började olönsamma bandelar bantas ned, och 1952 lades trafiken ned på delen Runhällen-Heby.
Runhällen kom att fortsätta vara ett fullt fungerande stationssamhälle fram till januari 1964, då persontrafiken mellan Sala och Gävle upphörde. Även godstrafiken kom efter detta år att vara sporadisk på bandelen mellan Sala och Mackmyra, ett par kilometer från Gävle. Järnvägens öde var avgjort, och 1971 revs större delen upp. Därmed var Runhällens tid som stationssamhälle över.

### Befolkningsutveckling
| Befolkningsutvecklingen i Runhällen 1960–2015 | Befolkningsutvecklingen i Runhällen 1960–2015 | Befolkningsutvecklingen i Runhällen 1960–2015 | Befolkningsutvecklingen i Runhällen 1960–2015 | Befolkningsutvecklingen i Runhällen 1960–2015 |
| --------------------------------------------- | --------------------------------------------- | --------------------------------------------- | --------------------------------------------- | --------------------------------------------- |
|                                               |                                               |                                               |                                               |                                               |
| År                                            |                                               |                                               | Folkmängd                                     | Areal (ha)                                    |
| 1960                                          | 1960                                          |                                               | 250                                           |                                               |
| 1965                                          | 1965                                          |                                               | 222                                           |                                               |
| 1970                                          | 1970                                          |                                               | 201                                           |                                               |
| 1990                                          | 1990                                          |                                               | 200                                           | 50                                            |
| 1995                                          | 1995                                          |                                               | 217                                           | 50                                            |
| 2000                                          | 2000                                          |                                               | 225                                           | 50                                            |
| 2005                                          | 2005                                          |                                               | 213                                           | 50                                            |
| 2010                                          | 2010                                          |                                               | 217                                           | 50                                            |
| 2015                                          | 2015                                          |                                               | 165                                           | 39#                                           |
| Anm.: Ej tätort 2015. # Som småort.           |                                               |                                               |                                               |                                               |